# Матисен, Маркус
Маркус Матисен (дат. Marcus Mathisen; 27 февраля 1996, Альбертслунн, Дания) — датский футболист, защитник немецкого клуба «Магдебург».

## Клубная карьера
Маркус является воспитанником копенгагенского клуба. С весны 2015 года начинает часто тренироваться с основным составом «Копенгагена». Также был в заявке на финале Кубка Дании 2015 года, но оставался на скамейке на протяжении всего матча. Уже через три дня он дебютировал за основной состав, заменив Дэниеля Амарти в матче с «Мидтьюлланном».
C 13 июля 2015 года Матисен постоянный игрок основного состава.

## Достижения
«Копенгаген»
- Чемпион Дании (1): 2015/16
- Обладатель Кубка Дании (2): 2014/15, 2015/16